# 대도시의 사랑법 (영화)
《대도시의 사랑법》은 2024년 개봉한 대한민국의 퀴어 로맨스 코미디 영화이다. 이언희가 감독을 맡았으며, 박상영의 동명 연작소설에 수록된 작품들 중에서 〈재희〉라는 단편을 원작으로 한다. 2024년 토론토 영화제에서 전 세계 최초로 공개되었다.

## 출연

### 주연
- 김고은 : 구재희 역
- 노상현 : 장흥수 역

### 조연
- 정휘 : 수호 역
- 오동민 : 김지석 역
- 장혜진 : 흥수의 어머니 역
- 용진 : 면접관 역

### 특별출연
- 이상이 : 민준 역
- 곽동연 : 준수 역
- 주종혁 : 타투 역
- 이유진 : 채선우 역
- 최유화 : 여진 역

## 수상 목록
- 2024년 제45회 청룡영화상 신인남우상 노상현
- 2024년 제45회 청룡영화상 음악상 프라이머리 (음악가)
- 2024년 제25회 올해의 여성영화인상 연기상 김고은
- 2024년 제25회 올해의 여성영화인상 김독상 이언희
- 2024년 제11회 한국영화제작가협회상 신인남우상 노상현
- 2024년 씨네21 영화상 여우주연상 김고은
- 2024년 씨네21 영화상 신인남우상 노상현